# Al-Hazzana
Al-Hazzana jest dzielnicą podmiejską w mieście Szardża w Zjednoczonych Emiratach Arabskich. Miasto to jest domem klubu Asz-Szaab, jednego z najsłynniejszych klubów w Emiratach.